# حقوق الهواء

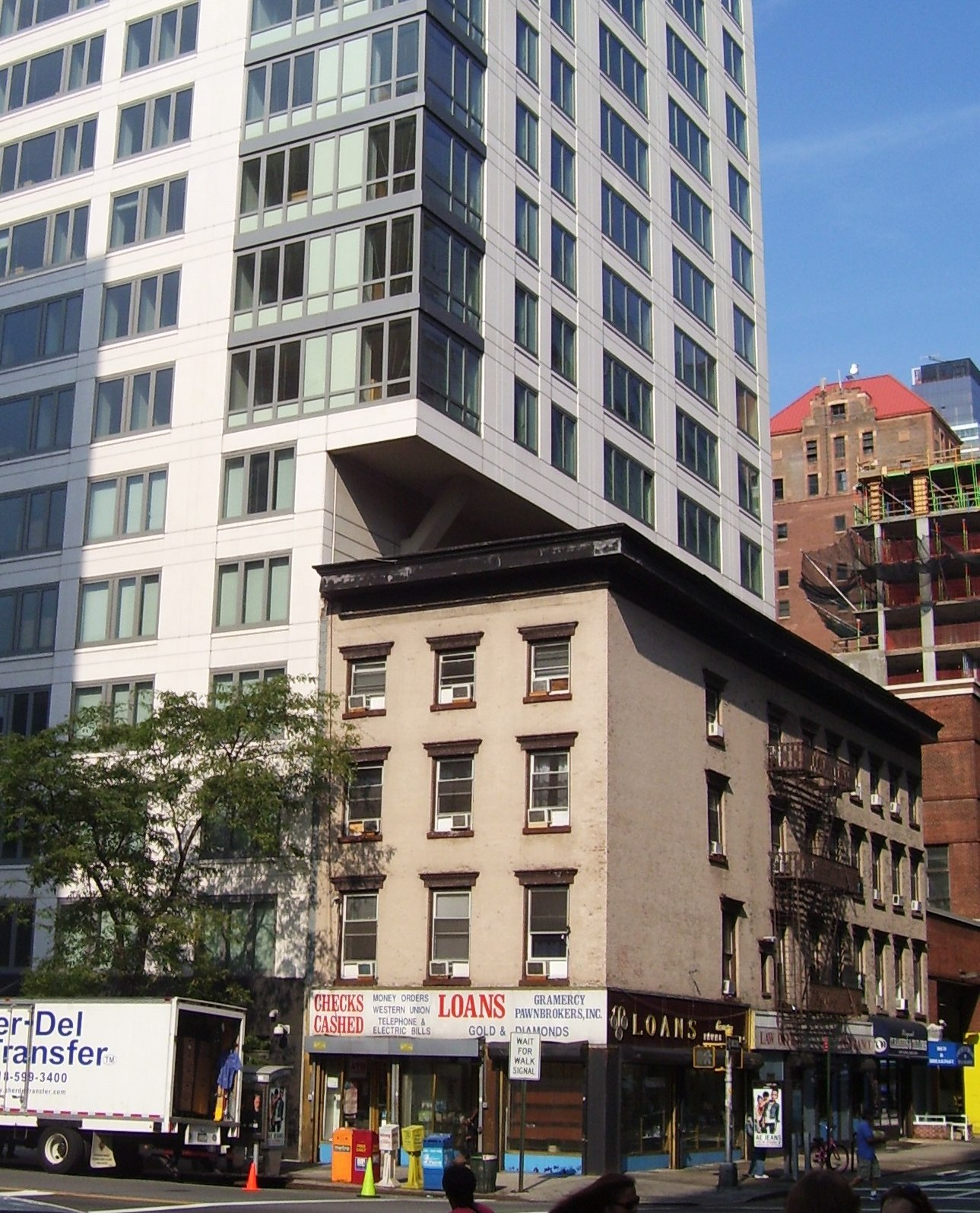
مثال على حقوق الهواء المستخدمة: يمتد مبنى شاهق فوق مبنى من أربعة طوابق في مانهاتن

حقوق الهواء أو الحقوق الجوية أو حق الارتفاع بالمبنى (بالإنجليزية: Air rights) هي أحقية التصرف في الملكية أو «المساحة» فوق سطح الأرض. وتعني بصفة عامة، أن لمالك الأرض أو مستأجرها الحق الكامل في استخدام وتطوير المساحة فوق الأرض المملوكة دون تدخل من الآخرين.
تتم الإشارة إلى هذا المفهوم القانوني بواسطة العبارة اللاتينية (Cuius est solum, eius est usque ad coelum et ad inferos) والتي تعني (أيما أحد يمتلك أرضاً، فهي ملكه بما ارتفع منها إلى الجنة ونزل منها إلى النار)، وهي موجودة في القانون الروماني فترة العصور الوسطى ويعود الفضل في ذلك إلى شارح أكورزيوس (glossator Accursius) في القرن الثالث عشر؛ وقد حظي هذا القانون بشعبية كبيرة لدى القانون العام في تعليقات على قوانين إنجلترا (1766) لويليام بلاكستون؛ وانظر أصول العبارة لمزيد من التفاصيل.

## السفر جواً
كان يُعتقد سابقاً أن حقوق الملكية المحددة بالنقاط على الأرض تمتد إلى ما لا نهاية في السماء، وبقيت هذه الفكرة معشعة قبل شيوع السفر الجوي في أوائل القرن العشرين. ورغبة في تعزيز حركة النقل الجوي، قام مسؤلوا التشريع بإقرار تسهيلات عامة لحركة المرور على ارتفاعات عالية، دون اعتبارٍ للملكية العقارية. وقد توصل القضاء الأمريكي إلى توافق يرضي المسافرين على مسافات عالية وملاك الأراضي التي تمر الحركة الجوية أعلا ممتلكاتهم وذلك بالاستخدام الحصري لأجوائهم الخاضعة لملكيتهم.
ومرة أخرى أثارت التقنيات الجديدة تساؤلات حول حقوق الملكية في «الفضاء» والحدود التصاعدية للسيادة الوطنية، فمع ظهور السفر إلى الفضاء اعلا الغلاف الجوي للأرض، غالبًا ما يتم مناقشة الارتفاع الذي تمتد إليه السيادة الوطنية وبالتالي يمكن للأمم تنظيم العبور.

### الولايات المتحدة الأمريكية

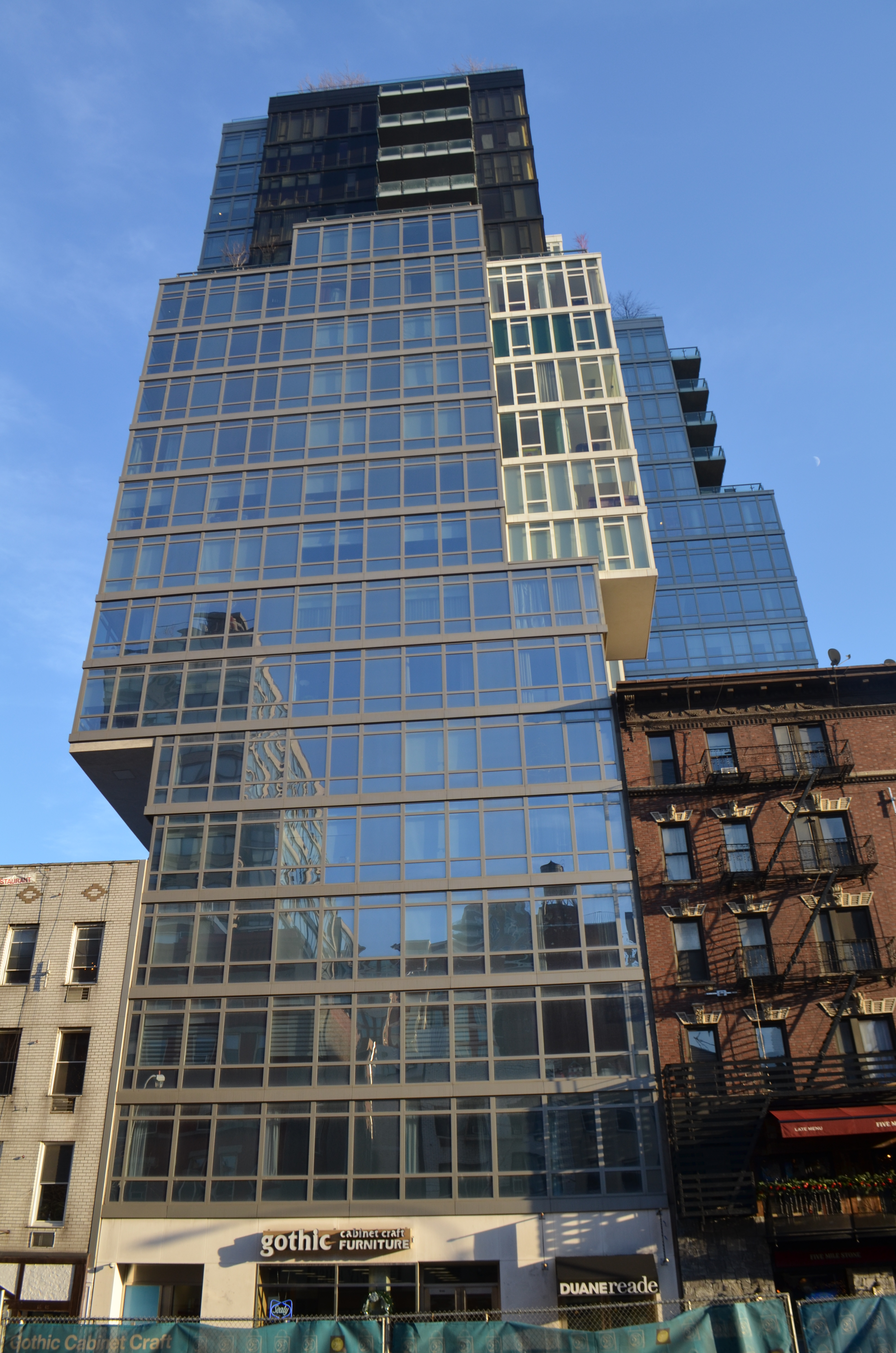
مبنى ناتئ فوق مبنيين آخرين في مدينة نيويورك

في الولايات المتحدة، تنفرد إدارة الطيران الفيدرالية (FAA) بسلطة تنظيم جميع متعلقات «ملاحة المجال الجوي»، فتقوم بتحديد القواعد والمتطلبات لاستخدامه بشكل دقيق. وعلى وجه الخصوص، ينص قانون الطيران الفيدرالي على ما يلي: «لحكومة الولايات المتحدة السيادة الحصرية على المجال الجوي للولايات المتحدة» و «لمواطن الولايات المتحدة الحق العام في العبور من خلال المجال الجوي القابل للملاحة», وتم تعريف «المجال الجوي القابل للملاحة» والذي يكون للجمهور فيه حق العبور بكونه: «المجال الجوي على أو فوق الحد الأدنى من ارتفاعات الطيران التي تشمل المجال الجوي اللازم لضمان سلامة الطائرة حين الإقلاع والهبوط بها.» ومع ذلك، لا تملك حكومة الولايات المتحدة الحصانة الكاملة للإفلات حال حصول «ضرر كبير» من جراء إقلاع إحدى طائراتها فوق الممتلكات الخاصة، ونتيجة لذلك تجري الحكومة تشكيلا تقدم من خلاله تعويضاً عادلًا للمتضرر.
غالبًا ما يتم مناقشة تحديد الارتفاع الذي يمكن للمجال الجوي أن يصله فوق الممتلكات الخاصة دون إلحاق ضرر بها، ففي الماضي جعل القانون القضائي حدوداً للارتفاع، فحدد ارتفاع المجال الجوي في المدن والضواحي بـ 500 قدم (150 م) ويقابله 360 قدم (110 م) أعلا من أطول مبنى في المناطق الريفية وذلك لتجنب أي تلف لحقوق الملكي، في تلك الأوقات، شكلت هذه الحدود «المجال الجوي للملاحة». ومع ذلك، فإن الجزء الأكبر من القرارات الأكثر حداثة، والتي لها سابقة، يعتبر أن اتخاذ القرار يمكن أن يحدث بصرف النظر عما إذا كانت الرحلة قد حدثت داخل المجال الجوي القابل للملاحة أم لا، والأمر الوحيد الذي يؤخذ بعين الاعتبار هو مراعات عدم الإضرار بالممتلكات. وتكمن أهمية ذلك بشكل خاص بكون بعض الطائرات (المأهولة منها وغير المأهولة) لا تملك الحد الأدنى لارتفاع طيرانها مما يجعل جميع المجال الجوي «عرضة للملاحة» تقريبًا.
وتكمن الحاجة إلى FAA في كونها المسؤولة عن دفع التعويضات المالية لأصحاب العقارات عندما يتم أخذ مصالح ممتلكاتهم للتحليق (وذلك حين تكون الحكومة الفيدرالية هي الجهة الساحبة). ويمكن بعد ذلك مطالبة ملاك الأراضي المعوضين بالتنازل عن أي أضرار مفترضة للتدخل في «حقوق الملاحة الجوية» وذلك لتجنب الدعاوى القضائية في المستقبل جراء انزعاج أصحاب الممتلكات من الطائرات التي تحلق في مجالٍ جويٍ منخفض. وهذا ما يطلق عليه التنقل أو الإرتفاق الملاحي. وقد منح الكونغرس لإدارة الطيران الفدرالية (FAA) السلطة لتوفير الأموال اللازمة لشراء هذه التسهيلات بالقرب من المطارات لاستيعاب إقلاع الطائرات وهبوطها.
أدى انخفاض تكلفة المركبات الجوية غير المأهولة (وتسمى أيضًا الطائرات بدون طيار) عام 2000 إلى طرح الأسئلة القانونية التي تسآئلت عن الجهة التي يفترض الأخذ يإذنها بشأن الطيران على ارتفاعات منخفضة؛ هل هو مالك الأرض، أم إدارة الطيران الفدرالية FFA أم كلاهما. لم يكن هناك أبدًا أي تحدٍ مباشرٍ للحكومات الفيدرالية المخولة لتسيير حقوق المواطنين في السفر عبر المجال الجوي القابل للملاحة. وبسبب ذلك، ففي الوضع الراهن فإن أخذ الإذن من إدارة الطيران الفدرالية (ولو من أجل التنظيم) هو أمر مطلوب. ومع ذلك، فإن حقوق الملكية الحالية على الممتلكات الخاصة لا تزال تسمح للمطالبات المدنية بأخذ التعويضات عند حدوث ضرر كبير جراء ستخدام المجال الجوي. وقد أكدت إدارة الطيران الفدرالية أيضا أن لديها السلطة الحصرية لتنظيم هذا الحق.

## السكك الحديدية وحقوق الهواء
كانت السكك الحديدية أول الشركات التي تدرك إمكانية جني الأموال مستفيدة من حقوق الملاحة الجوية. ومن الأمثلة الجيدة على ذلك محطة غراند سنترال في مدينة نيويورك، حيث وضع وليام ج. ويلجوس، كبير المهندسين في نيويورك سنترال وهدسون للسكك الحديدية، خطة لجني الأرباح من حقوق الملاحة الجوية. ففيالبداية، شيدت السكك الحديدية بكل بساطة منصةً فوق ساحات السكك الحديدية للسماح بتطوير المباني العلوية. وبحلول عام 1954، بدأت السكك الحديدية تدرك أنها قد تبيع المزيد من حقوق الملاحة الجوية، واقترحوا استبدال محطة غراند سنترال الطرفية ببرج من 50 طابقًا. هكذا تم بناء مبنى بان أم بجوار المحطة، وبعد احتجاج عام على هدم محطة غراند سنترال. تم استخدام هذا النهج في شيكاغو منذ إنشاء مبنى بريدنتشل في عام 1955 فوق مسارات السكك الحديدية النشطة في السكك الحديدية المركزية في إلينوي. وفي عام 2017، إلى الغرب من نهر شيكاغو، تم بناء ريفر بوينت ونورث ريفير سايد 150 فوق المسارات المؤدية إلى محطة أمتراك.
بناء المنصات على السكك الحديدية لا يزال مربحا للغاية. ففي منتصف العقد الأول من القرن العشرين، حاولت هيئة النقل في مدينة نيويورك (MTA) بيع حقوق الهواء إلى طائرات نيويورك حتى يتمكنوا من بناء ملعب ويست سايد على ويست سايد يارد في مانهاتن، بالقرب من محطة بنسلفانيا، كجزء من إعادة تطوير ساحات هدسون ياردز. فتم بناء مشروع التطوير الضخم ياردز هدسون في نهاية المطاف على ساحة السكك الحديدية. وفي بروكلين، تم بناء مركز باركليز وباسيفيك بارك على ساحات المحيط الأطلسي.

## الطرق وحقوق الهواء
بشكل مشابه لما جرى مع السكك الحديدية، اقترح بناة الطرق السريعة بيع حقوقهم الجوية؛ وقد فعلت بوسطن شراكةً مع بيج ديج.
في يناير 2007 مولت مدينة لوس انجليس دراسة جدوى RFP بمبلغ 100 ألف دولار وذلك للبحث في بناء حديقة فوق الطريق السريع في هوليوود. وسيتم بناء الحديقة فوق الطريق السريع 101 في الولايات المتحدة وتحتوي على 24 فدان من المتنزهات الجديدة.

## التطوير وحقوق الهواء
يتمتع مالك الأرض بحقوق التطوير الحصرية «للمساحة» فوق أراضيه. وبموجب القانون العام، فإن بناء «طرف زائد» يتخطى حدود ممتلكات أحد الجيران يعد تعدياً على ملكية الغير ولمالك العقار الحق في إزالته، وعلى صعيد أخر فإن المجال الجوي يعتبر ملكية هو الأخر ويحتفظ صاحبه بحقوق التطوير التي يمكن بيعها أو نقلها. وبالتالي فقد يكون لكل صاحب مبنى في منطقة وسط المدينة المكتضة الحق في خمسة وثلاثين طابقًا من المجال الجوي فوق ممتلكاته، وفي أحد السيناريوهات المحتملة، يمكن لمالكي مبنى قديم من ثلاثة طوابق فقط أن يحققوا قدراً كبيراً من المال عن طريق بيع المباني والسماح ببناء ناطحة سحاب من خمسة وثلاثين طابقًا في مكانها. وفي سيناريو مختلف، قد يشتري مطور ناطحة سحاب المجال الجوي غير المستخدم من مالك أرض مجاورة من أجل تطوير مبنى أوسع. وعلى سبيل المثال ففي نوفمبر 2005، باعت كنيسة المسيح في نيويورك حقوق تطوير مجالها الجوي بمبلغ قياسي قدره 430 دولارًا للقدم المربع، مما جعل أكثر من 30 مليون دولار من البيع مقابل الحق في البناء في المساحة الواقعة فوق المبنى.

## روابط خارجية
- أنواع حقوق التنمية
- حقوق الهواء على Merchandise Mart بشيكاغو (مثال مبكر على تنظيم حقوق الهواء)
- هل يمكنني إعلان «منطقة حظر طيران» على منزلي؟، The Straight Dope، 13 February 1998.
- خريطة حقوق الهواء لمدينة نيويورك
- Herships، Sally (18 نوفمبر 2013). "The Air Up There". Marketplace. مؤرشف من الأصل في 2015-10-24. اطلع عليه بتاريخ 2013-11-18. Herships، Sally (18 نوفمبر 2013). "The Air Up There". Marketplace. مؤرشف من الأصل في 2015-10-24. اطلع عليه بتاريخ 2013-11-18. Herships، Sally (18 نوفمبر 2013). "The Air Up There". Marketplace. مؤرشف من الأصل في 2015-10-24. اطلع عليه بتاريخ 2013-11-18. Herships، Sally (18 نوفمبر 2013). "The Air Up There". Marketplace. مؤرشف من الأصل في 2015-10-24. اطلع عليه بتاريخ 2013-11-18. على الحالة الراهنة لحقوق الهواء في مدينة نيويورك وسوقها.
- Troy A. Rule، Airspace and the Takings Clause، 90 Washington Washington Law Law 421 (2012). نسخة محفوظة 4 يونيو 2014 at Archive.is

حقوق التنمية القابلة للتحويل (TDR)
- شرح هذا المفهوم من جامعة ميشيغان الشرقية
- شرح هذا المفهوم من جامعة ولاية أوهايو
- TDR «الدليل الميداني»
- نقل حقوق التنمية من أجل التنمية المتوازنة من معهد لينكولن للأراضي